# 橋本桃呼
橋本 桃呼（はしもと ももこ、2003年〈平成15年〉6月28日 - ）は、日本のアイドル、ファッションモデルであり、女性アイドルグループ・高嶺のなでしこのメンバー。元ハロプロ研修生、元ラストアイドルのメンバー。山口県出身。TWIN PLANET所属。

## 略歴
5人兄妹の三女として山口県に生まれる。姉の影響でハロー!プロジェクトなどのアイドルに興味を持ち、中学進学時にはSTU48のオーディションに姉妹で応募するも、最終審査で落選してしまう。その後2017年11月に開催された「ハロー!プロジェクト新メンバーオーディション」を受験。ハロプロ研修生としてレッスンを受けるも、学業との兼ね合いから僅か4か月で活動辞退となる。
そして15歳になり、最後のチャンスとして応募したテレビ朝日『ラストアイドル』の3rdシーズンに出演（放送日2018年8月26日）。こぶしファクトリーの「明日テンキになあれ」を歌い、2期生暫定メンバー立ち位置1番の篠原望に挑み勝利。2018年12月発売のシングル表題曲「愛しか武器がない」で、2期生のセンターとしてデビュー。2022年5月31日に、ラストアイドルが活動終了。
その後、ラストアイドルで共働した松本ももな・籾山ひめりと共に、新規結成されたアイドルグループ「高嶺のなでしこ」に電撃加入することが発表され、同年8月7日のTOKYO IDOL FESTIVAL2022に於いて、高嶺のなでしことしてのステージデビューを飾った。

## 人物
- 趣味は、アニメ、ドラマ鑑賞、歌うこと[7]。
- 特技は、ものまね。
- 長所は、脚が長いこと。
- 好きな食べ物は、梅干し、イカ、鮭。

## 作品

### ラストアイドル
- 愛しか武器がない - 2期生 センター
- 大人サバイバー
  - キレよう！
  - Lollipop - 2期生
- 青春トレイン
  - 現実
  - Hope - 2期生
- 「愛を知る」に収録
  - 壁は続く
- 「何人も」に収録
  - ハグから始めよう
- 君は何キャラット？
  - 瞳キラキラ - オレトクナイン
  - 炭酸の泡ほど僕は泣いた - 2期生
- Break a leg！
  - 今夜はUp to you! - カトレア
- 僕たちは空を見る
  - 愛の答え合わせ - 2期生

## 出演
- ラスアイ、よろしく！（テレビ朝日）[8]
- ミュージックステーション（テレビ朝日）[9]
- YOU!どきっ（山口朝日放送）
- 高嶺のなでしこの夜遅くにごめん!（2023年5月5日 - 12月29日、FM NACK5） - 不定期出演
- 高嶺のなでしこのアイドル授業中!（2024年4月6日 - 9月28日、ミュージックバード） - 不定期出演
- 高嶺のなでしこのらじおっちゅーの!（2024年10月5日 - FM大阪） - 不定期出演

## 過去の出演
- どき生らいぶ（yab山口朝日放送） - 2022年4月23日放送分からレギュラー出演[10]